# Коляда Віктор Миколайович
Ві́ктор Микола́йович Коляда́ — капітан Збройних сил України, ветеран 11 б ТрО, учасник російсько-української війни.

## Нагороди
За особисту мужність і героїзм, виявлені у захисті державного суверенітету та територіальної цілісності України, вірність військовій присязі під час російсько-української війни нагороджений:
- 29 вересня 2014 року Указом Президента України № 747/2014 — орденом Данила Галицького
- 26 грудня 2014 року Указом Президента України № 957/2014 — орденом «За мужність» 3-го ступеня